# Ceropegia dichotoma
El cardoncillo (Ceropegia dichotoma) es una planta incluida en el género Ceropegia. Es una planta perenne que puede alcanzar los 120 centímetros de altura, se desarrolla abundantemente en terrenos bien drenados de grano suelto a pleno sol y tolera sequías prolongadas.

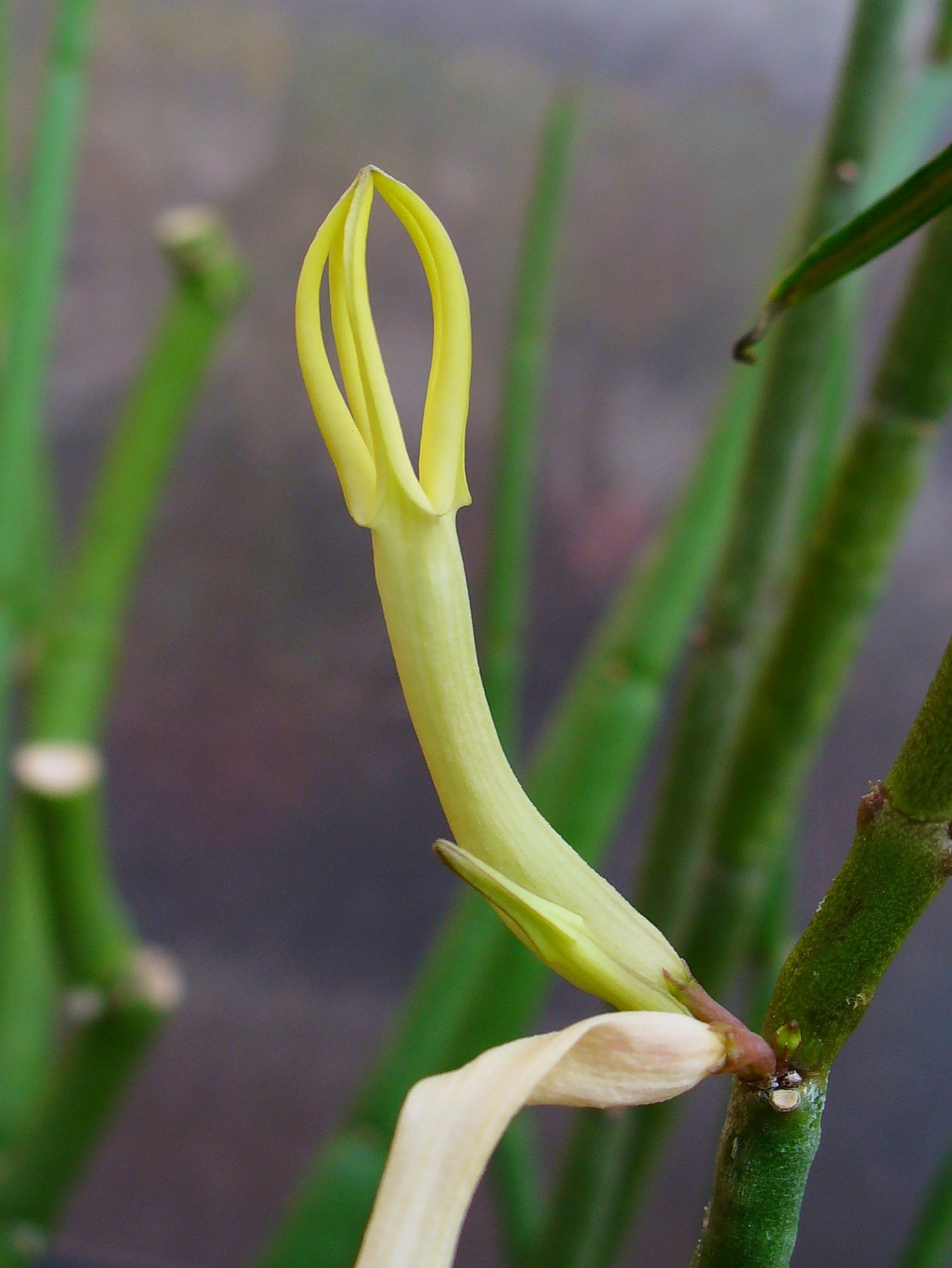
Detalle de la flor

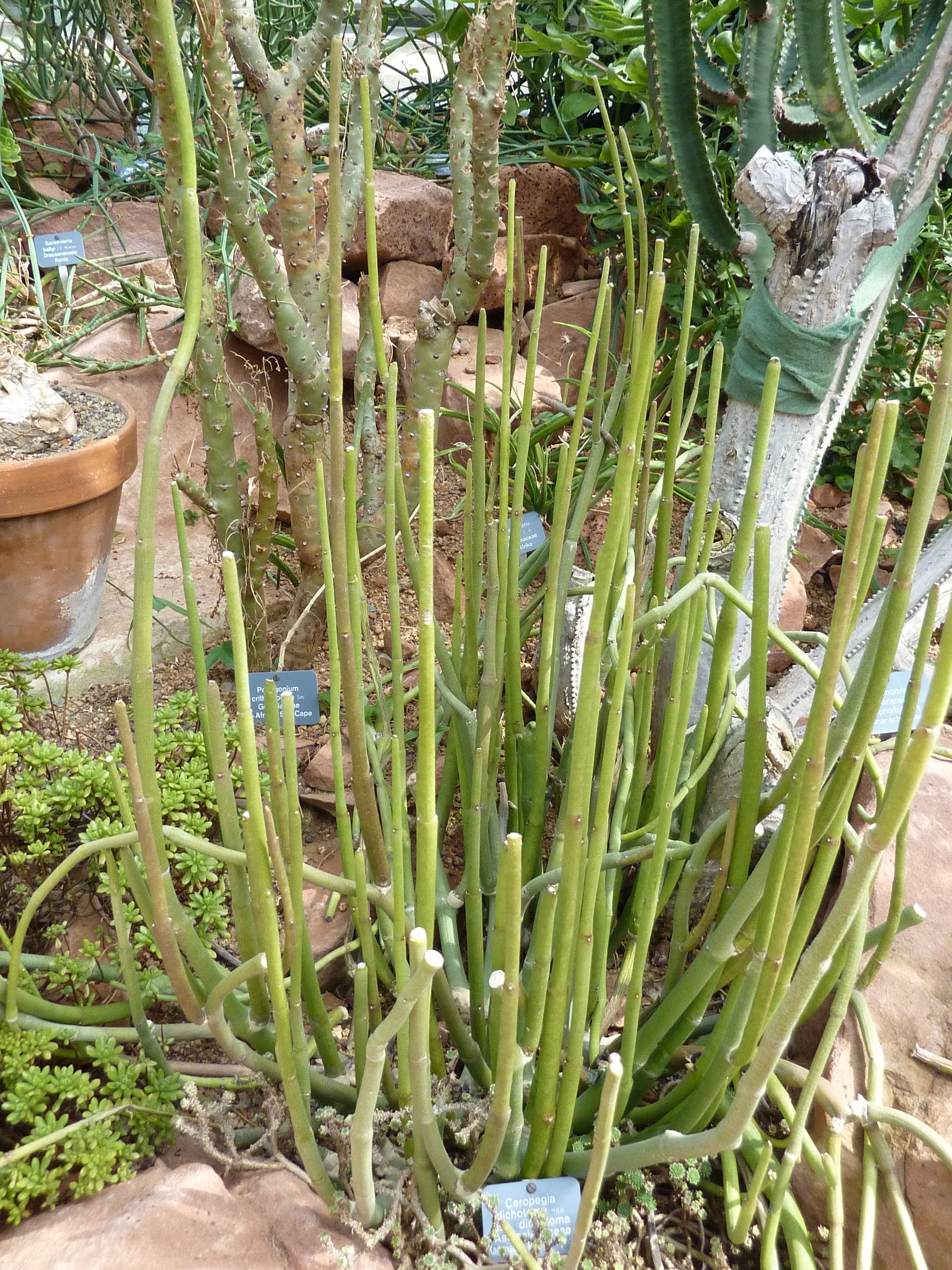
Vista de la planta

## Procedencia
Endemismo nativo de la isla de Tenerife. Está descrita desde 1812.

## Hábitat
Bastante común en zonas de Tabaibal-Cardonal desde el nivel del mar hasta los 600 metros de altitud.

Sobre todo en Tenerife en riscos  y laderas del Macizo de Anaga. También en Buenavista del Norte y en Barranco del Infierno en Adeje.

## Descripción
Planta suculenta con tallos erectos de color gris verdoso con forma de salchicha, con adelgazamiento en las juntas de un tallo con otro.

Ausencia de hojas. Flores saliendo de la sección de años anteriores, agrupadas  de 2 a 7 al final del tronco, de color amarillo. Muy venenosa.

Las semillas presentan un penacho de largos pelos blancos (vilano).

## Floración
Otoño-invierno.

## Usos
Se utiliza como planta ornamental de jardines áridos o como planta de maceta. Esta planta requiere pocos cuidados, pero necesita calor y tierra de grano grueso y suelto.

Se propaga por semillas, esquejes y por gajos.

## Curiosidades
Hay especies de Ceropegia desde las islas Canarias en el Oeste pasando por África y Asia hasta Australia en el Este.

Todas las plantas son trepadoras o rastreras excepto las canarias que son arbustos, siendo una masa vertical de gruesos tallos.

Otras especies de Ceropegia en Tenerife: C. fusca y C. chrysantha.

## Taxonomía
Ceropegia dichotoma fue descrita por Adrian Hardy Haworth y publicado en Synopsis plantarum succulentarum ... 13. 1812.

## Etimología
El nombre de esta planta se debe a su parecido al cardón canario que se encuentra en zonas de Tabaibal-Cardonal en las islas Canarias.

Basónimo:  Ceropegia dichotoma Haworth

Sinonimia
- Ceropegia hians
- Ceropegia krainzii Svent.[2]

## Nombrevernáculo
Español:Cardoncillo. Mataperros. 